# Metellina kirgisica
Metellina kirgisica là một loài nhện trong họ Tetragnathidae.
Loài này thuộc chi Metellina. Metellina kirgisica được miêu tả năm 1974 bởi Bakhvalov.